# Salomè con la testa del Battista (Caravaggio Londra)
Salomè con la testa del Battista è un dipinto di Caravaggio realizzato in olio su tela (91x106 cm) nel 1607 . È conservato nella National Gallery di Londra.

## Storia
L'opera, che si trovava in collezione privata francese,  fu scoperta e attribuita a Caravaggio da Roberto Longhi nel 1959. Fu acquistata dalla National Gallery nel 1970, per la cifra di 100.000 Sterline dalla collezione Allnatt, su indicazione del celebre critico Sir Denis Mahon, benché parte della critica la ritenesse opera di allievi.
Con lo stesso soggetto, è attribuita a Caravaggio un'altra tela, oggi conservata nel Palazzo reale di Madrid (Spagna). Narra il biografo Bellori, che Caravaggio, durante il suo ultimo soggiorno a Napoli, dipinse una tela di questo soggetto, «una mezza figura di Erodiade con la testa di san Giovanni nel bacino», che inviò a Malta allo scopo di riappacificarsi con il Gran Maestro dell'Ordine dei Cavalieri di Malta, poco prima del viaggio per Roma durante il quale morì. A motivo della gamma cromatica estremamente ridotta di quest'opera, e del suo scarso grado di finitura, tipici delle opere più estreme del maestro, parte della critica ritiene verosimile che la versione di Londra sia quella citata dal Bellori. Altri, rilevando come il modello utilizzato per il carnefice sia lo stesso che posò per la Flagellazione di Cristo, ora al Museo nazionale di Capodimonte e in origine dipinta per la chiesa di San Domenico Maggiore, durante il primo soggiorno napoletano, ritengono che l'opera sia ascrivibile a questo periodo.